# Apocalipsur
Apocalipsur és una pel·lícula colombiana dirigida per Javier Mejía i estrenada comercialment l'any 2007.

## Sinopsi
En 1991 Medellín és un lloc perillós per viure-hi. Les regles han canviat i fins als policies tenen el seu preu. Al Flaco li toca fugir cap a Londres per amenaces contra la seva mare. Malgrat la por que se sent als carrers i la inseguretat en qualsevol lloc, els seus amics i la seva xicota, Malala, li fan un gran comiat amb banda de rock a bord. Després d'uns mesos, el Flaco torna i a la ciutat les coses no semblen haver canviat: la guerra continua i les bombes esclaten. Malala ara és xicota de Caliche. Al costat dels seus amics Pipe, un invàlid addicte als psicoactius, i la Mostela, un perdedor inescrupuloso, van pel Flaco a l'aeroport en Bola de Nieve, camioneta en la qual han recorregut junts molts quilòmetres i s'ha convertit en el refugi de tots. És el moment de fugir de la ciutat i ficar l'accelerador a fons o simplement endinsar-se en un viatge al·lucinat per les seves vides. La carretera tractarà d'espantar aquest luctuós plaer de ser de Medellín, per a tornar a viure, al costat del Flaco, el Apocalipsur.

## Repartiment
- Andrés Echavarría Molletti....El Flaco
- Maricela Gómez....Malala
- Pedro Pabo Ochoa....Caliche
- Ramón Marulanda....Comadreja
- Camilo Díaz....Pipe
- Hernando Casanova el culebro....El Papito
- Sergio Valencia....El botiguer

## Premis
La pel·lícula fou estrenada al Festival de Cinema de Bogotà del 2005 i va ser guanyadora del premi a millor pel·lícula colombiana i premi especial del jurat de l'any 2007 en el Festival Internacional de Cinema de Cartagena de Indias.